# Matusalem
Matusalem & Co. è una marca di rum della Repubblica Dominicana.

## Storia
La distilleria Matusalem venne fondata a Santiago di Cuba nel 1872 dai fratelli spagnoli Benjamin ed Eduardo Camp assieme ad Evaristo Alvarez. Costruirono la prima distilleria per produrre rum seguendo una formula da loro ideata e conservata segretamente. Unirono le loro capacità di distillatori con i principi del sistema Solera, una tecnica originariamente sviluppata in Spagna per creare l'omonimo vino.
Il nome “Matusalem” venne scelto per conferire al rum quell'immagine di invecchiamento propria del personaggio biblico vissuto per 969 anni.
Come per altre nascenti industrie caraibiche dell'epoca, la sfida era quella di traghettare il rum da uno status di bevanda rozza e casereccia a quello di un liquore superiore e raffinato che mantenesse un forte legame culturale con le terre di origine.
L'obbiettivo fu pienamente raggiunto in poco tempo, tanto che già nel 1881 il Matusalem vince il suo primo riconoscimento internazionale.
Come per le altre distillerie di Cuba (come la Bacardi), la Matusalem and Company deve fronteggiare, con non poche difficoltà, il turbolento periodo che va dalla guerra Ispano-Americana alla rivoluzione Castrista, con l'inevitabile esilio dell'azienda e della famiglia. Da allora questo pregiato rum viene prodotto nella Repubblica Dominicana dove il clima e la qualità del suolo sono molto simili a quelli cubani e creano la miglior qualità di zucchero di canna. Le prerogative sono rimaste quelle iniziali tanto che i suoi rum sono infatti i più invecchiati in commercio, partendo da un minimo di 10 anni di stagionatura del Classico ai 15 e 23 del Gran Reserva.

## Prodotti
- Ron Matusalem Gran Reserva: è un rum prodotto da melassa di canna da zucchero invecchiato 15/23 anni con il metodo solera; è quindi una miscela (blend) di rum di annate diverse il cui massimo invecchiamento è appunto 15/23 anni. Si presenta di colore ambrato con gradazione alcolica del 40%. Il Matusalem Gran Reserva ha raggiunto il punteggio di 94/100 dai degustatori del Beverage Tasting Institute di Chicago[1].
- Clasico: rum di colore dorato con 10 anni di invecchiamento
- Platino: rum bianco